# Johann Christian von Pontanus
Johann Christian von Pontanus (* 19. November 1742 in Wehlau; † 5. Februar 1813 in Breslau) war ein preußischer Generalmajor der Artillerie und Ritter des Ordens Pour le Mérite.

## Leben

### Militärlaufbahn
Pontanus trat 1762 in das Artilleriekorps der Preußischen Armee ein und nahm während des Feldzuges 1762/63 am Gefecht bei Teplitz und der Schlacht bei Freiberg teil. Nachdem er 1766 Unteroffizier geworden war, wurde er am 5. Februar 1769 zum Sekondeleutnant befördert. Als solcher kam er im Bayerischen Erbfolgekrieg im Gefecht bei Weißkirch zum Einsatz. Im weiteren Verlauf seiner Militärkarriere war Pontanus Kapitän und Kompaniechef im 3. Artillerieregiment und kam Ende April 1794 im Stab von Friedrich Wilhelm II. zur Armee nach Südpreußen. Während des Kościuszko-Aufstandes war er beim Überfall auf Krakau, der Belagerung von Warschau und dem Gefecht an der Rawka. Für seine Leistungen wurde Pontanus am 7. Juni 1794 mit dem Orden Pour le Mérite ausgezeichnet und am 16. Juni 1794 zum Major befördert. Noch während des Feldzuges in Polen wurde er im Dezember 1794 als Assessor in das 3. Departement des Oberkriegskollegiums versetzt und wirkte hier an der Ausarbeitung neuer Exerzierregelungen. In dieser Stellung am 22. Oktober 1799 zum Oberstleutnant befördert, wurde Pontanus am 22. Januar 1801 durch König Friedrich Wilhelm III. für seine Verdienste in den Adelsstand erhoben.
Als Oberst wurde er am 8. Oktober 1804 zum Kommandeur des 1. Artillerieregiments ernannt. Im Feldzug 1806/07 kämpfte Pontanus mit dem Regiment in der Schlacht bei Preußisch Eylau. Nach dem Frieden von Tilsit auf halbes Gehalt gesetzt, wurde er bei der Neuorganisation der Artillerie am 21. Juni 1809 als Nachfolger des Generals August von Preußen zum Präses der Artillerieprüfungskommission ernannt sowie am 24. Juli 1811 zum Generalmajor befördert.
„Ein tüchtiger Offizier, dem die Artillerie den Mobilmachungsplan von 1797 für den Ersten Koalitionskrieg, so wie die Früchte seines rastlosen Eifers für die Vervollkommnung der Waffe später zu verdanken hatte.“

### Familie
Pontanus hatte sich am 23. Februar 1777 mit Luise Wilhelmine Witte (1750–1828) verheiratet. Aus der Ehe ging die Tochter Karoline Henriette Dorothea hervor, die am 19. Mai 1803 in Berlin den preußischen Major der Artillerie Friedrich Magenhoefer heiratete.